# Grand Prix Belgie 1951
Grand Prix Belgie 1951 (oficiálně Formula 1 Rolex Belgian Grand Prix 2022) se jela na okruhu Circuit de Spa-Francorchamps v Belgii dne 17. červen 1951. Závod byl třetím v pořadí v sezóně 1951 šampionátu Formule 1.

## Kvalifikace
| Poř.   | *  | Jezdec                | Konstruktér        | Čas  | Rozdíl |
| ------ | -- | --------------------- | ------------------ | ---- | ------ |
| 1      | 2  | Juan Manuel Fangio    | Alfa Romeo         | 4:25 | –      |
| 2      | 4  | Giuseppe Farina       | Alfa Romeo         | 4:28 | + 3    |
| 3      | 10 | Luigi Villoresi       | Ferrari            | 4:29 | + 4    |
| 4      | 8  | Alberto Ascari        | Ferrari            | 4:30 | + 5    |
| 5      | 12 | Piero Taruffi         | Ferrari            | 4:32 | + 7    |
| 6      | 6  | Consalvo Sanesi       | Alfa Romeo         | 4:36 | + 11   |
| 7      | 14 | Louis Rosier          | Talbot-Lago-Talbot | 4:45 | + 20   |
| 8      | 22 | Yves Giraud-Cabantous | Talbot-Lago-Talbot | 4:52 | + 27   |
| 9      | 18 | Louis Chiron          | Talbot-Lago-Talbot | 5:01 | + 36   |
| 10     | 20 | Philippe Étancelin    | Talbot-Lago-Talbot | 5:04 | + 39   |
| 11     | 16 | Johnny Claes          | Talbot-Lago-Talbot | 5:09 | + 44   |
| 12     | 24 | André Pilette         | Talbot-Lago-Talbot | 5:16 | + 51   |
| 13     | 26 | Pierre Levegh         | Talbot-Lago-Talbot | 5:17 | + 52   |
| DNA    | 28 | Prince Bira           | Maserati           | –    | –      |
| DNA    | 30 | José Froilán González | Maserati           | –    | –      |
| DNA    | 32 | Reg Parnell           | Ferrari            | –    | –      |
| Zdroj: |    |                       |                    |      |        |

## Závod
| Poř.   | No. | Jezdec                | Konstruktér        | Počet kol | Čas/Odstoupení | Pořadí na startu | Body |
| ------ | --- | --------------------- | ------------------ | --------- | -------------- | ---------------- | ---- |
| 1      | 4   | Giuseppe Farina       | Alfa Romeo         | 36        | 2:45:46.2      | 2                | 8    |
| 2      | 8   | Alberto Ascari        | Ferrari            | 36        | + 2:51.0       | 4                | 6    |
| 3      | 10  | Luigi Villoresi       | Ferrari            | 36        | + 4:21.9       | 3                | 4    |
| 4      | 14  | Louis Rosier          | Talbot-Lago-Talbot | 34        | + 2 kola       | 7                | 3    |
| 5      | 22  | Yves Giraud-Cabantous | Talbot-Lago-Talbot | 34        | + 2 kola       | 8                | 2    |
| 6      | 24  | André Pilette         | Talbot-Lago-Talbot | 33        | + 3 kola       | 12               |      |
| 7      | 16  | Johnny Claes          | Talbot-Lago-Talbot | 33        | + 3 kola       | 11               |      |
| 8      | 26  | Pierre Levegh         | Talbot-Lago-Talbot | 32        | + 4 kola       | 13               |      |
| 9      | 2   | Juan Manuel Fangio    | Alfa Romeo         | 32        | + 4 kola       | 1                | 1    |
| Ret    | 18  | Louis Chiron          | Talbot-Lago-Talbot | 28        | Motor          | 9                |      |
| Ret    | 6   | Consalvo Sanesi       | Alfa Romeo         | 11        | Radiátor       | 6                |      |
| Ret    | 12  | Piero Taruffi         | Ferrari            | 8         | Převodovka     | 5                |      |
| Ret    | 20  | Philippe Étancelin    | Talbot-Lago-Talbot | 0         | Převodovka     | 10               |      |
| Zdroj: |     |                       |                    |           |                |                  |      |

Vysvětlivky
1. ↑  Včetně bodu navíc za nejrychlejší kolo.

### Nejrychlejší kolo
- Juan Manuel Fangio, Alfa Romeo, 4:22.1

### Nestartovali
- Princ Bira - Maserati 4CLT/48
- Jose Froilan Gonzalez - Maserati 4CLT/48
- Reg Parnell - Ferrari 375
- Louis Chiron - Maserati 4CLT/48 (startoval s vozem Talbot)

### Vedení v závodě
- 1. - 2. kolo - Luigi Villoresi
- 3.- 14. kolo - Giuseppe Farina
- 15. - Juan Manuel Fangio
- 16.- 36. kolo - Giuseppe Farina